# Krigsåret 1775

## Pågående krig
- Amerikanska revolutionskriget (1775-1783)[1]
  - Storbritannien på ena sidan.
  - De tretton kolonierna, Frankrike med flera på andra sidan.

## Händelser
- 19 april - Slagen vid Lexington och Concord innebär startsignalen för Amerikanska revolutionskriget.
- 17 juni - Slaget vid Bunker Hill